# 進藤貞治
進藤 貞治（しんどう さだはる）は、戦国時代の武将。六角氏の家臣。木浜城主。

## 生涯
明応6年（1497年）、南近江の戦国大名・六角氏の家臣・進藤長久の子として誕生。
進藤氏は、後藤氏と共に「六角氏の両藤」と呼ばれて重用された。貞治は六角高頼・六角定頼の時代に重臣として仕えた。なお、蒲生賢秀や平井定武らと共に、「六角の六家老」と称されることもある。
外交手腕に優れ室町幕府12代将軍・足利義晴と細川晴元の和睦の仲介、天文6年（1537年）の法華一揆では六角定頼に従い上洛し延暦寺に味方し法華宗を撃ち破る。豊後国の大友義鑑と書簡のやり取りやその使者の臼杵鑑続とは直に外交役となり、多くの功績を立てたといわれている。
天文20年（1551年）、死去。